# Desejo de Mãe
Desejo de Mãe (em inglês:  Mother's Wish) é um documentário realizado e escrito por Joonas Berghäll, Anna Nykyri e Timo Vierimaa, e coproduzido entre Portugal, África do Sul, Canadá, Cazaquistão, Dinamarca, Estados Unidos, Finlândia, México, Nepal, Quénia, Reino Unido, Rússia e Suécia. A sua estreia mundial ocorreu no Festival de Cinema de Tampere em 2015. Estreou-se em Portugal a 30 de novembro de 2017.

## Elenco
- Karen Nyberg
- Martine Blanchet
- Lilitha Gibi
- Nallely Castellón

## Reconhecimentos
| Ano  | Prémios                         | Categorias                                        | Destinatários e nomeados | Resultado | Referências |
| ---- | ------------------------------- | ------------------------------------------------- | ------------------------ | --------- | ----------- |
| 2015 | Festival de Cinema de Zurique   | Olho Dourado de melhor documentário internacional | Desejo de Mãe            | Indicado  | [ 7 ]       |
| 2016 | Festival de Cinema de Nashville | Grande Prémio do Júri de melhor documentário      | Desejo de Mãe            | Indicado  | [ 8 ]       |